# ウスビ・サコ
ウスビ・サコ（佐古 ウスビ、英: Oussouby SACKO、1966年5月26日 - ）は、マリ共和国出身の教育者。専攻は空間人類学で住宅計画・住まい・住み方の研究。住宅デザインと生活様式の関連を様々な国で調査、行動観察により良い人間関係やコミュニティを築く環境を研究する。2018年4月より2022年3月まで京都精華大学学長。アフリカ系として初めて、日本の大学の学長となった。

## 経歴
1966年、マリ共和国の首都バマコ生まれ。高校卒業後、中華人民共和国の北京語言学院に派遣され留学。その後南京市の東南大学で建築学を学ぶ。卒業後大学院で建築デザインを専攻。1988年12月にアフリカ人学生寮が中国人学生から襲撃を受けるという大規模な人種差別事件が起こった。命の危険を感じたサコら黒人留学生たちは、それぞれ母国の大使館で保護してもらおうと移動した当時のことを「恐ろしい事件だった。」と語っている。東南大学での5年間を経て、中国での研究に不自由を感じ、母国で国家公務員として採用される予定も経済の悪化で延期、日本に行くことを決断した。
1991年に来日、京都大学大学院工学研究科の修士課程を経て京都大学大学院建築学専攻博士課程修了、博士（工学）。1999年までの8年間日本語を勉強した。2001年に京都精華大学人文学部講師に就任。2002年に日本国籍取得。2013年同学部教授。2013年より人文学部長も兼任。2018年に同大学長となることが決定した。2018年4月1日、京都精華大学学長に就任。2022年3月31日、同学長を任期満了で退任し、4月1日全学研究機構長兼情報館長兼人間環境デザインプログラム教員に就任。2025年1月東京都公立大学法人理事 (国際担当) 。
2021年12月より2025年日本国際博覧会協会の副会長を務めている。

## 人物
- 日本人の妻と2人の息子と共に京都在住[8]。
- バンバラ語、フランス語、英語、中国語、長年の京都在住で関西弁も流暢である[2]。
- ニューヨーク・タイムズ紙の20184月13日付ウェブ版英語記事によると、若い頃に自宅アパートで何回かパーティーを開いていたら近所の人から「お友達といつも楽しそうにしてはって、うらやましおす」と嫌味を言われたという。要は「うるさい」という意味の京都人的表現だったが、若い頃はその表現が理解できず、次のパーティに近所の人を誘うと近所の人に警察に通報され、警察に騒音を注意されて「でも、近所の人たちは、それがいいって言ってたんですよ」と弁明に苦労した[9]。

## 著作

### 単著
- 『「これからの世界」を生きる君に伝えたいこと』 大和書房、2020年。
- 『アフリカ出身 サコ学長、日本を語る』 朝日新聞出版、2020年。
- 『アフリカ人学長、京都修行中』  文藝春秋、2021年。
- 『まだ、空気読めません』世界思想社、2021年。

### 編著
- 『現代アフリカ文化の今 15の視点から、その現在地を探る』 青幻舎、2020年。 - 清水貴夫共編著

## メディア出演

### テレビ
- こころの時代「なんでやねんと ええやんか」（2021年3月28日、NHK Eテレ）[10]
- めざまし8（2022年4月6日 - 、フジテレビ） - コメンテーター（水曜日）
- マツコの知らない世界「秋の行楽2時間スペシャル　地元民だから知る！京都グルメの世界」（2022年9月20日、TBSテレビ）
- 欽ちゃん&香取慎吾の全日本仮装大賞グランドチャンピオン大会in万博（2025年5月26日、日本テレビ）